# Masters de Miami 1989
El Abierto de Miami 1989 (también conocido como 1989 Lipton International Players Championships por razones de patrocinio) fue un torneo de tenis jugado sobre pista dura. Fue la edición número 5 de este torneo. El torneo masculino formó parte del circuito ATP. Se celebró entre el 20 de marzo y el 3 de abril de 1989.

## Campeones

### Individuales Masculino
Ivan Lendl vence a  Thomas Muster, Walkover

### Individuales Femenino
Gabriela Sabatini vence a  Chris Evert, 6–1, 4–6, 6–2

### Dobles Masculino
Jakob Hlasek /  Anders Järryd vencen a  Jim Grabb /  Patrick McEnroe, 6–3 (Grabb and McEnroe retired)

### Dobles Femenino
Jana Novotná /  Helena Suková vencen a  Gigi Fernández /  Lori McNeil, 7–6(7–5), 6–4
| Predecesor: Miami 1988 | Masters de Miami 1989 | Sucesor: Miami 1990 |